# Michel Vanhoorne
Michel Vanhoorne (4 oktober 1935 - 16 maart 2023) was een Belgische professor emeritus geneeskunde die verbonden was aan de Universiteit Gent bij de Vakgroep Maatschappelijke Gezondheidkunde..

## Biografie
Vanhoornes vader was een liberaal en redacteur van een Franstalige krant in Oostende die tijdens de Tweede Wereldoorlog een gevangenisstraf opliep omdat zijn krant een cartoon publiceerde waarin Adolf Hitler aan een hakenkruis werd genageld. Zijn vader werd later communist. 
Michel Vanhoorne zette zich in zijn tienerjaren af tegen zijn vaders stalinistische ideeën. In zijn studententijd kwam hij via het Humanistisch studentenverbond terug in contact met het communisme en in 1960 werd hij lid van de Kommunistische Partij van België.
Vanhoorne was coördinator van het Links Ecologisch Forum, een groepering die een samenwerking is van individuen die lid zijn van verschillende progressieve partijen en partijlozen. 
- International Standard Name Identifier: 0000 0003 8711 5670
- Nederlandse Thesaurus van Auteursnamen: 244192499
- Virtual International Authority File: 201534170
- WorldCat: E39PBJpymBHkX8rJqmrRcpP4v3